# Старая Боярщина
Старая Боярщина (бел. Старая Баяршчына) — деревня в составе Ямницкого сельсовета Быховского района Могилёвской области Республики Беларусь.

## Население
- 1999 год — 24 человека
- 2010 год — 7 человек